# Hszü Sen
Hszü Sen (Xu Shen) (adott neve: Su-csung (Shūzhòng) 叔重) a Keleti Han-dinasztia idején élt kiváló nyelvész, filológus. Főműve az i. sz. 100-ban összeállított Suo-ven csie-ce (Shuowen jiezi) („Az egyszerű és összetett írásjegyek magyarázata”) című etimológiai szótár, amely nem csupán az első ilyen jellegű alkotás, hanem Hszü Sen (Xu Shen) ebben a művében határozta meg és definiálta a kínai írásjegyek hatféle szerkezeti típusát (liu-su (liushu) 六書 / 六书). Műve a korai kínai írás tanulmányozásának páratlan forrása.

## Élete és munkássága
Életrajzával kapcsolatban csak egy rövid bejegyzés található a Kései Han-dinasztia hivatalos történeti művének, Hou Han su (Hou Han shu) 75. fejezetében. Ezek szerint a Zsunan (Runan)-beli (汝南) Saoling (Shaoling)ben (召陵) született. Egyszerű, őszinte természetű ember volt, aki már ifjú korától kezdve alaposan tanulmányozta a konfuciánus kánon műveit. A kortársai tiszteletük és elismerésük jeleként az „Öt klasszikus páratlanjaként” (Vu-csing vu-suang (Wujing wushuan) 五經無雙) emlegették. Élete során több féle hivatali tisztséget is betöltött, majd visszavonulva családja körében hunyt el valamikor i. sz. 120. után.
Nevéhez fűződik a Vu csing ji ji (Wu jing yi yi) (《五經異義》) vagyis „Az öt klasszikus különböző jelentései” című mű összeállítása, amelyben a konfuciánus kánon „Öt klasszikusának” (Vu csing (Wu jing) 《五經》), a Dalok könyve, az Írások könyve, a Szertartások feljegyzései, a Változások könyve és a Tavasz és ősz krónikája művek filológiai vizsgálatának összegzését adja közre.
Fő művének azonban a Suo-ven csie-ce (Shuowen jiezi), „Az egyszerű és összetett írásjegyek magyarázata” című etimológiai szótár összeállítása tekinthető, amely munkájával már i. sz. 100-ra elkészült, de amely a kormányzat érdektelensége miatt ekkor nem jelenhetett meg. Majd csak fia, Hszü Csung (Xu Chong) (許沖) mutatta be és nyújtotta át az uralkodónak, így i. sz. 121-ben (még Hszü Sen (Xu Shen) életében) került hivatalosan is kiadásra. A kínai történelem során ez volt az első ilyen jellegű mű, amely 540 fogalomkulcs (pu-sou (bushou) 部首) alá rendezve, összesen 9 353 írásjegy etimológiáját, összetevőit és jelentését tárgyalja. A Suo-ven csie-ce (Shuowen jiezi)t megelőző szótárakban, mint az Er ja (Er ya)ban és a Fang-jen (Fangyan)ben (《方言》) a keresés igen nehézkes volt, így az osztályozóelemek használata nagy előrelépést jelentett, az új módszer a keresést gyorssá és hatékonnyá tette. A Suo-ven csie-ce (Shuowen jiezi)ben a meghatározandó írásjegyek kis pecsétírással íródtak, amely a Csin (Qin) állam, majd a Csin (Qin)-dinasztia hivatalos írása volt. Hszü Shen (Xu Shen) nyelvészeti munkásságának egyik legnagyobb érdeme az írásjegyek hatféle szerkezeti típusának (liu-su (liushu) (六書) megállapítása és definiálása.